# Gadhi
Gadhi (nepalski: गढी) – gaun wikas samiti w środkowej części Nepalu w strefie Narajani w dystrykcie Rautahat. Według nepalskiego spisu powszechnego z 2001 roku liczył on 183 gospodarstw domowych i 1063 mieszkańców (499 kobiet i 564 mężczyzn).